# Wiata prima
Wiata prima är en insektsart som beskrevs av Irena Dworakowska 1981. Wiata prima ingår i släktet Wiata och familjen dvärgstritar. Inga underarter finns listade i Catalogue of Life.